# Ergasilus cyprinaceus
Ergasilus cyprinaceus är en kräftdjursart som beskrevs av W. A. Rogers 1969. Ergasilus cyprinaceus ingår i släktet Ergasilus och familjen Ergasilidae. Inga underarter finns listade i Catalogue of Life.